# Беллами, Крейг
Кре́йг Ду́глас Бе́ллами (англ. Craig Douglas Bellamy; род. 13 июля 1979[…], Кардифф) — валлийский футболист, нападающий; тренер. Главный тренер сборной Уэльса.
Беллами родился в Кардиффе, начал игровую карьеру в «Норвич Сити». Затем играл за «Ковентри Сити» и «Ньюкасл Юнайтед», во второй половине сезона 2004/05, выступал за Селтик за правах аренды. После вернувшись Премьер-лигу, играл за «Блэкберн Роверс», «Ливерпуль», «Вест Хэм Юнайтед» и «Манчестер Сити».
Сезон 2010/11 провёл на правах аренды в Чемпионшипе, в клубе своего детства «Кардифф Сити». Затем вернулся в «Ливерпуль» как свободный агент, спустя всего сезон, на постоянной основе вернулся в Кардифф. Помог команде впервые в истории выйти в АПЛ и впервые за полвека в высший дивизион Англии.
Беллами побеждал в Чемпионшипе, Кубке Лиги, Кубке Шотландии и Суперкубке Англии. Также играл в финале Кубка Англии и Лиги чемпионов. Он неоднократно подвергался жёсткой критике из-за поведения на футбольном поле и вне его, но при этом тратил миллионы фунтов на благотворительность, а также основал футбольную академию в Сьерра-Леоне.
Дебютировал за первую команду Уэльса в 1998 году, сыграв 79 матчей и забив 19 голов. Был капитаном сборной с 2007 по 2011 год, после чего на некоторое время прекратил выступления за сборную. Вызывался в Олимпийскую сборную Великобритании, где принял участие на Олимпиаде 2012 в Лондоне, сыграв 5 раз и забив 1 гол.

## Клубная карьера
Беллами профессионально начал заниматься футболом в возрасте 9 лет, в академии «Бристоль Роверс». Спустя всего 2 года перешёл в молодёжную систему «Норвич Сити». 15 марта 1997 года в игре против «Кристал Пэлас» дебютировал за первую команду «Канареек». В том сезоне он отыграл всего 3 матча.
В следующем сезоне Беллами стал твердым игроком основного состава Норвич, что позволило заработать приглашения в сборную Уэльса. 22 августа 1998 года Беллами забил 5000 гол «Норвича» в чемпионатах, отправив мяч со штрафного в ворота, в победном матче с «КПР» 4:2. Несмотря на неплохой сезон он пропустил 2 месяца из-за травмы, полученной в столкновении с защитником «Вулверхэптона», Кевином Мускатом.
В сезоне 1998/99 Беллами сыграл 45 матчей забив 19 мячей. Но уже следующей сезон был вынужден пропустить из-за травмы, полученной предсезонном матче с «Саутенд Юнайтед». Тогда он вернулся в строй лишь в апреле, сыграв всего 4 матча и забив 1 гол. Поскольку Норвич все ещё обитал в Первом Дивизионе (второй уровень), в межсезонье слухи отправляли юного таланта в «Ньюкасл», «Тоттенхэм», «Селтик» и «Уимблдон». В итоге 17 августа 2001 года Беллами перешёл в команду Премьершипа «Ковентри Сити», за 6,5 млн фунтов. На средства вырученные от продаже Робби Кина в миланский «Интер», за 13 млн фунтов. Перед этим Крейг успел сыграть один матч сезона 2000/01 за «Канареек».
Следующие пять лет Крейг играл за «Ньюкасл Юнайтед», где стал главным голеодором, но поссорился с главным тренером Грэмом Сунессом. Причиной конфликта стало то, что Крейг проговорился одноклубникам о том, что собирается симулировать травму. Итогом конфликта послужило то, что в январе 2005 года Беллами был отправлен в аренду в шотландский «Селтик».
В 2006 году перешёл в «Ливерпуль», с которым дошёл в 2007 году до финала Лиги чемпионов. Тем же летом перешёл в «Вест Хэм Юнайтед» за 11 млн евро (как сообщали английские СМИ), покинув «Ливерпуль» из-за проблем с дисциплиной. В 2009 году перебрался в «Манчестер Сити», где у него позднее возникли разногласия с главным тренером клуба Роберто Манчини. 17 августа.
31 августа 2011 года, в последний день трансферного окна, на правах свободного агента Крэйг вернулся в «Ливерпуль», за который он играл ранее в сезоне 2006/07. В том сезоне Крэйг стал обладателем Кубка Английской Лиги в составе «Ливерпуля».
По окончании сезона 2011/12 Стюарт Пирс включил Крейга Беллами в список игроков Олимпийской сборной Великобритании, представляющих страну на Олимпиаде-2012 в Лондоне. В составе Олимпийской сборной Беллами дошёл до 1/4 финала, где его команда проиграла по пенальти сборной Южной Кореи.
Новый главный тренер Ливерпуля, Брендан Роджерс, подтвердил переговоры на тему возможного перехода Беллами в «Кардифф Сити». 10 августа 2012 года, он официально стал игроком валлийского клуба, на правах свободного агента, подписав двух-летний контракт.. Уже 17 августа провёл первую игру в составе «Кардиффа» в победном матче с «Хаддерсфилд Таун». 15 сентября, забил первый гол за клуб, отправив мяч со штрафного в ворота «Лидс Юнайтед», «Кардифф» выиграл матч 2:1. 2 октября, забил второй гол за Драконов, но уже в конце месяца получил травму голеностопа, только оправившись от травмы колена и выбыв на пару недель из игры. 17 ноября, Беллами вернулся на поле после травмы в игре с «Милдсборо», в стартовый состав он вернулся в игре с Дерби Каунти. Первый гол после возвращения, он забил победной игре с «Блэкберном». Игра с «Лестер Сити» стала для Крейга 50-й за «Кардифф». 16 апреля 2013 года гол Беллами оформил выход «Кардиффа» в высший дивизион с 1962 года.
22 мая 2014 года объявил о завершении карьеры.

## Академия в Сьерра-Леоне
В 2007-м году Крэйг Беллами побывал в гостях у друга в Сьерра-Леоне. Зрелище разрухи глубоко впечатлило валлийца и предопределило его дальнейшую деятельность.
В августе 2010-го открыла двери футбольная академия Крэйга Беллами. Она расположена у Томбо, крупнейшей рыбацкой деревни Сьерра-Леоне. Тренировочное поле — однозначно лучшая футбольная площадка в стране. Обучающиеся получают образование в различных сферах, не ограничиваясь зелёным газоном. Беллами надеется, что из ребят вырастут хорошие врачи, учителя, юристы — будущие государственные лидеры. И уточняет: если кто-то из них когда-нибудь получит контракт в хорошем клубе, это будет для него отличным бонусом.
«Когда я впервые оказался здесь, у детей не было футбольных мячей. Они закатывали апельсины в носки, — делится воспоминаниями Беллами, — но они так любят игру, как любили её мы 20-30 лет назад. Из-за компьютеров, автомобилей и прочих увлечений наших детей сейчас сложно встретить на улице.
То, что я в состоянии помочь людям, находящимся в беде, дает мне куда больше радости, чем может дать профессиональный футбол».
Годом ранее Крэйг совместно с ЮНИСЕФ организовал в Сьерра-Леоне юношескую футбольную лигу. Это многое значит, учитывая, что национальный чемпионат в своё время был расформирован из-за недостатка средств. Уникальная структура обеспечивает подросткам посещение школы и определённые гарантии в области здравоохранения.

## Достижения

### Командные
- Кубок Шотландии: 2005
- Суперкубок Англии: 2006
- Кубок Футбольной лиги: 2012

### Личные
- Забивал в английской Премьер-лиге за 8 разных команд.
- Молодой игрок года по версии ПФА: 2001/02
- Игрок месяца в Шотландской премьер-лиге: Март 2005
- Игрок сезона «Блэкберн Роверс»: 2005/06
- Футболист года в Уэльсе: 2007
- Лучший гол месяца в Английской премьер-лиге (2): Апрель 2006, Сентябрь 2009